# Prima Categoria Lazio 1967-1968
Il campionato di calcio di Prima Categoria 1967-1968 è stato il V livello del campionato italiano. A carattere regionale, fu il nono campionato dilettantistico con questo nome dopo la riforma voluta da Zauli del 1958.
Questi sono i gironi organizzati della regione Lazio.

## Girone A
|  | Pos. | Squadra                    | Pt | G  | V  | N  | P  | GF | GS | DR  |
|  | ---- | -------------------------- | -- | -- | -- | -- | -- | -- | -- | --- |
|  | 1.   | Tivoli                     | 45 | 30 | 18 | 9  | 3  | 35 | 16 | +19 |
|  | 2.   | Tor di Quinto              | 43 | 30 | 18 | 7  | 5  | 57 | 27 | +30 |
|  | 3.   | Astrea                     | 36 | 30 | 13 | 10 | 7  | 42 | 19 | +23 |
|  | 3.   | Bolsena                    | 36 | 30 | 15 | 6  | 9  | 55 | 37 | +18 |
|  | 3.   | OMI Roma                   | 36 | 30 | 12 | 12 | 6  | 30 | 22 | +8  |
|  | 6.   | ALMAS (-7)                 | 34 | 30 | 14 | 13 | 3  | 41 | 17 | +24 |
|  | 7.   | STEFER Roma                | 33 | 30 | 10 | 13 | 7  | 37 | 23 | +14 |
|  | 8.   | Ennio Mancini              | 32 | 30 | 11 | 10 | 9  | 26 | 21 | +5  |
|  | 8.   | G.C. A.T.A.C.              | 32 | 30 | 12 | 8  | 10 | 26 | 28 | -2  |
|  | 10.  | Acicalcio,                 | 31 | 30 | 12 | 7  | 11 | 39 | 36 | +3  |
|  | 11.  | Montefiascone              | 27 | 30 | 8  | 11 | 11 | 28 | 34 | -6  |
|  | 11.  | La Gioia Sud               | 27 | 30 | 10 | 7  | 13 | 35 | 37 | -2  |
|  | 13.  | Ladispoli                  | 22 | 30 | 9  | 4  | 17 | 29 | 41 | -12 |
|  | 14.  | C.R.A.L. Az.Agr. Maccarese | 19 | 30 | 6  | 7  | 17 | 20 | 47 | -27 |
|  | 15.  | Acilia                     | 11 | 30 | 2  | 7  | 21 | 26 | 60 | -34 |
|  | 16.  | Murialdina (-1)            | 8  | 30 | 1  | 7  | 22 | 14 | 66 | -52 |

Legenda:
      Promossa in Serie D 1968-1969.
      Ammessa alla finale regionale.
      Retrocessa in Seconda Categoria 1959-1960.
Regolamento:
Due punti a vittoria, uno a pareggio, zero a sconfitta.
Note:
Il Murialdina ha scontato 1 punto di penalizzazione.
L'ALMAS ha scontato 7 punti di penalizzazione.

## Girone B
|  | Pos. | Squadra              | Pt | G  | V  | N  | P  | GF | GS | DR  |
|  | ---- | -------------------- | -- | -- | -- | -- | -- | -- | -- | --- |
|  | 1.   | Sora                 | 44 | 30 | 17 | 10 | 3  | 50 | 14 | +36 |
|  | 2.   | Vivace Grottaferrata | 39 | 30 | 14 | 11 | 5  | 37 | 23 | +14 |
|  | 3.   | Pro Tivoli           | 38 | 30 | 16 | 6  | 8  | 45 | 24 | +21 |
|  | 4.   | A.S. Frascati        | 36 | 30 | 14 | 8  | 8  | 41 | 22 | +19 |
|  | 4.   | Isola Liri           | 36 | 30 | 13 | 10 | 7  | 35 | 23 | +12 |
|  | 6.   | Pro Cisterna         | 35 | 30 | 12 | 11 | 7  | 28 | 18 | +10 |
|  | 7.   | Gaeta                | 33 | 30 | 11 | 11 | 8  | 28 | 18 | +10 |
|  | 8.   | Fondi                | 31 | 30 | 12 | 7  | 11 | 31 | 29 | +2  |
|  | 8.   | Anitrella            | 31 | 30 | 12 | 7  | 11 | 36 | 38 | -2  |
|  | 10.  | VJS Velletri         | 28 | 30 | 10 | 8  | 12 | 35 | 37 | -2  |
|  | 11.  | Sezze                | 26 | 30 | 8  | 10 | 12 | 25 | 35 | -10 |
|  | 12.  | Cynthia              | 25 | 30 | 10 | 5  | 15 | 30 | 46 | -16 |
|  | 12.  | Nettuno              | 25 | 30 | 8  | 9  | 13 | 24 | 37 | -13 |
|  | 14.  | Priverno             | 23 | 30 | 8  | 7  | 15 | 25 | 47 | -22 |
|  | 15.  | Fiuggi               | 19 | 30 | 5  | 9  | 16 | 24 | 42 | -18 |
|  | 16.  | Atina                | 11 | 30 | 5  | 1  | 24 | 19 | 68 | -49 |

Legenda:
      Promossa in Serie D 1968-1969.
      Ammessa alla finale regionale.
      Retrocessa in Seconda Categoria 1959-1960.
Regolamento:
Due punti a vittoria, uno a pareggio, zero a sconfitta.

## Finale regionale
|        | Risultati |      | Luogo e data |
| ------ | --------- | ---- | ------------ |
| Tivoli | ?-?       | Sora | ?? 1968      |
|        |           |      |              |